# Foro Mundial sobre Migración y Desarrollo
El Foro Mundial sobre Migración y Desarrollo es una iniciativa de los Estados para discutir los aspectos multidimensionales de la migración y el desarrollo. El Foro Mundial surgió en el marco del Diálogo de Alto Nivel sobre Migración Internacional y Desarrollo celebrado en el seno de la Asamblea General de las Naciones Unidas en 2006. A la fecha, el Foro Mundial ha tenido cinco reuniones: Bruselas 2007, Manila 2008, Atenas 2009, Puerto Vallarta 2010, Ginebra 2011,  Port Louis, Mauricio en 2012. La séptima reunión tendrá lugar en Estocolmo, Suecia en mayo de 2014.
El Foro Mundial es un proceso independiente de las Naciones Unidas, aunque mantiene vínculos con el Secretario General a través de su Representante Especial para la Migración Internacional, Peter Sutherland. Además, se ha desarrollado un importante vínculo con el Grupo Mundial de Migración Archivado el 15 de noviembre de 2010 en Wayback Machine., el cual agrupa a las agencias, programas y organizaciones vinculadas con el tema migratorio: ACNUR, Banco Mundial, OACDH, OIM, OIT, ONUDD, PNUD, UNCTAD, UNDESA, UNESCO, UNFPA, UNICEF y UNITAR

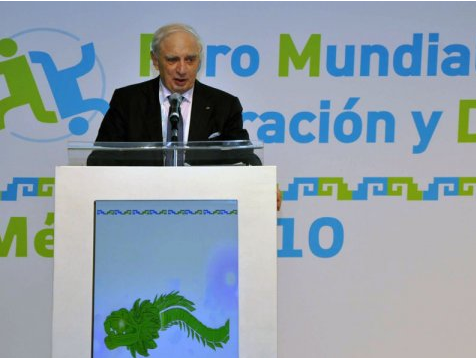
El Sr. Peter Sutherland durante la inauguración del FMMD 2010 en Puerto Vallarta, México.

La creación del Foro fue propuesta por el Secretaría General de Naciones Unidas en 2006, tras la presentación del Informe de la Comisión Mundial sobre Migración y Desarrollo, en el marco del Diálogo de Alto Nivel sobre Migración y Desarrollo de 2006, realizado durante los trabajos de la Asamblea General de Naciones Unidas.

## Reuniones del Foro Mundial
El Foro Mundial ha dedicado sus reuniones a examinar los vínculos entre la migración y el desarrollo. Cada Presidencia ha seleccionado un tema central que guía las discusiones del Foro Mundial en cada una de las reuniones.

### Bruselas 2007, Migración y desarrollo económico y social
Desde la etapa preparatoria, la organización fue cuestionada por diferentes gobiernos toda vez que su agenda se enfocó a la atención de los temas que interesaban mayormente a los países receptores de migrantes, desechándose las propuestas temáticas y de enfoque de la gran mayoría de países.
El segundo cuestionamiento se refirió a la organización y realización de una reunión previa de la sociedad civil, cuyos criterios de invitación fueron poco transparentes y dejaron insatisfechas las expectativas de los participantes. Toda vez que la sociedad civil sesionó por separado, se permitió que las conclusiones de sus debates fueran presentadas en una sesión plenaria a los representantes gubernamentales sin opción a mayores comentarios. La limitación a tres delegados, no permitió a los asistentes participar en todas sus sesiones y las plenarias resultaron insuficientes y restringidas. 
La agenda de esa reunión debatió tres temas:: 
1) Desarrollo de capital humano y movilidad laboral;
2) Remesas y otros recursos de la diáspora;
3) Fortalecimiento de la coherencia política e institucional y promoción de las alianzas.

### Manila 2008, Proteger y empoderar a los migrantes para el desarrollo
El tema central de esta reunión fue: “Protegiendo y empoderando a los migrantes para el desarrollo” y los trabajos se dividieron en tres mesas redondas como sigue:
1) Migración, Desarrollo y Derechos Humanos;
2) Migración segura y legal para lograr mayores impactos al desarrollo;
3) Coherencia política e institucional y alianzas. 
Si bien el tema de los derechos humanos de los migrantes fue incluido en la agenda y debatido con interés por los participantes en la sesión correspondiente, su tratamiento no fue exhaustivo, no obstante sentó las bases para continuar debatiendo en la siguiente reunión, a realizarse de Atenas, en noviembre de 2009.

### Atenas 2009, Incorporar a las políticas migratorias en las estrategias de desarrollo para el beneficio de todos
El tema central de esta reunión fue abordado en tres mesas redondas: 
1) ¿Cómo hacer que el nexo migración – desarrollo trabaje para el logro de los objetivos de desarrollo del milenio?;
2) Integración de migrantes, reintegración y circulación para el desarrollo;
3) Coherencia política e institucional y asociaciones. 

### Puerto Vallarta 2010, Alianzas para la migración y el desarrollo humano: responsabilidad y prosperidad compartidas
La inauguración de los trabajos de la sociedad civil (8 de noviembre) estuvo a cargo de la Lic. Margarita Zavala, Presidenta del DIF Nacional y contó con la asistencia de la Sra. Navanethem Pillay, Alta Comisionada de las Naciones Unidas para Derechos Humanos, así como las autoridades del gobierno de Jalisco y Vallarta. Por parte de la Cancillería, el Emb. Julián Ventura Subsecretario para América del Norte, en su calidad de Presidente del Foro dirigió un mensaje. Igualmente se contó con la presencia del Ing. Ignacio Dechamps, Presidente de la Fundación BBVA Bancomer y Presidente de las Jornadas de la Sociedad Civil, a quien se confió la organización de este segmento. 
El 9 de noviembre en el marco de los trabajos de la sociedad civil se contó con la asistencia del Presidente de la República quien dirigió un mensaje especial a los delegados. En el mismo acto estuvo presente el Lic. Francisco Blake Mora, Secretario de Gobernación.
La participación del Presidente Calderón y de la Lic. Zavala fueron ampliamente reconocidos por la sociedad civil y los gobiernos, como una muestra de compromiso del gobierno de México.

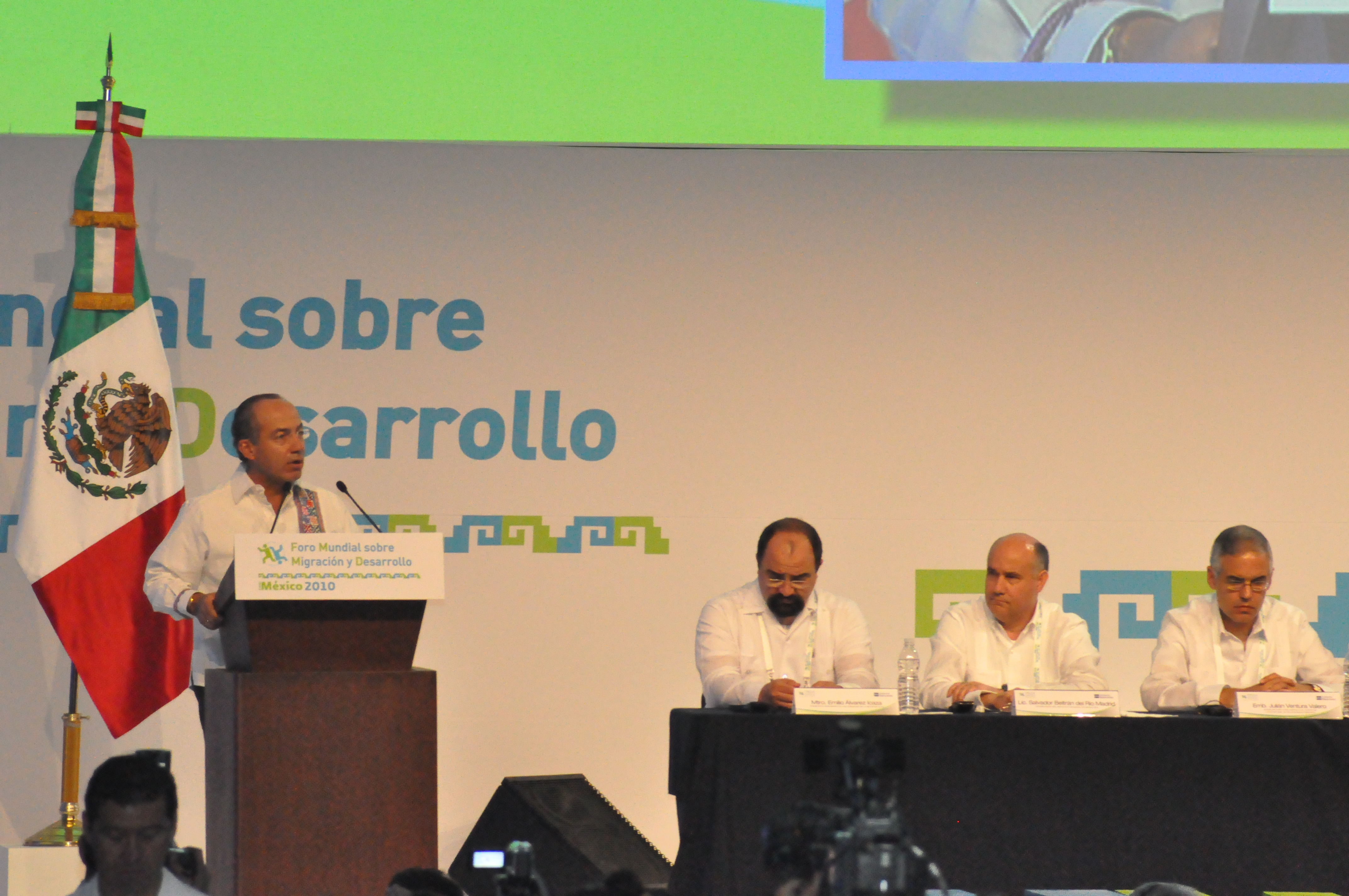
Inauguración del FMMD 2010 en Puerto Vallarta, México.

Las Jornadas de la Sociedad Civil contaron con la asistencia de 350 delegados de organizaciones de la sociedad civil internacional y observadores de organismos internacionales y gobiernos.
La inauguración del segmento gubernamental (10 de noviembre), estuvo a cargo del Secretario de Gobernación, Lic. Francisco Blake Mora, el Emb. Julián Ventura, Subsecretario para América del Norte y Presidente del Foro. Durante este acto la Alta Comisionada, Navanethem Pillay dirigió un mensaje en representación del Secretario General de las Naciones Unidas. Igualmente se contó durante los cuatro días con la presencia del Sr. Peter Sutherland, representante Especial para Migración y Desarrollo del Secretario General.
Desde que México aceptó la presidencia del Foro, comunicó su intención de promover una mayor participación de la sociedad civil. En ese sentido, realizó durante el segmento de gobiernos, el denominado “Espacio Común”. Este se desarrolló en dos paneles, donde representantes de gobiernos, organismos internacionales y organizaciones de la sociedad civil pudieron dialogar de manera franca y constructiva sobre las alianzas que pueden construirse para mejorar la percepción de los migrantes y el fortalecimiento de las alianzas para la migración y el desarrollo. Los gobiernos agradecieron la oportunidad de este segmento y reconocieron la importancia de sumar esfuerzos para atender los retos que la migración internacional plantea a las sociedades de origen, tránsito y destino, así como a los migrantes y sus familias.
De acuerdo con las modalidades del Foro, los trabajos del segmento gubernamental se organizaron en tres mesas redondas en las que debatieron los aspectos principales del tema central, y una sesión especial sobre el Futuro del Foro, la cual se dedicó a debatir sobre los términos de referencia para el ejercicio de evaluación del Foro, que habrá de iniciarse en 2011, con miras al Diálogo de Alto Nivel sobre Migración y Desarrollo de la Asamblea General en 2013.
Bajo el tema central “Alianzas para la migración y el desarrollo humano: responsabilidad y prosperidad compartidas”, se incluyeron aspectos que no habían sido abordados en la agenda del Foro, como migración irregular, migración y familia, impactos del cambio climático en la migración. Cabe destacar que estas temáticas fueron ampliamente aceptadas. Los países coincidieron en la pertinencia de abordar el tema de la migración irregular, asunto que hasta el momento no había sido discutido por el Foro y recomendaron su inclusión en las agendas subsiguientes. 
Cabe destacar que las delegaciones de ocho países fueron presididas a nivel ministerial, 26 a nivel viceministerial y se contó con la participación de representantes de las agencias del sistema de Naciones Unidas involucradas en el tema y agrupadas en el Global Migration Group (GMG) y el Banco Mundial. Igualmente asistió el Emb. William Swing, director general de la Organización Internacional para las Migraciones (OIM). La asistencia total a la reunión gubernamental fue de aproximadamente 650 delegados y observadores.

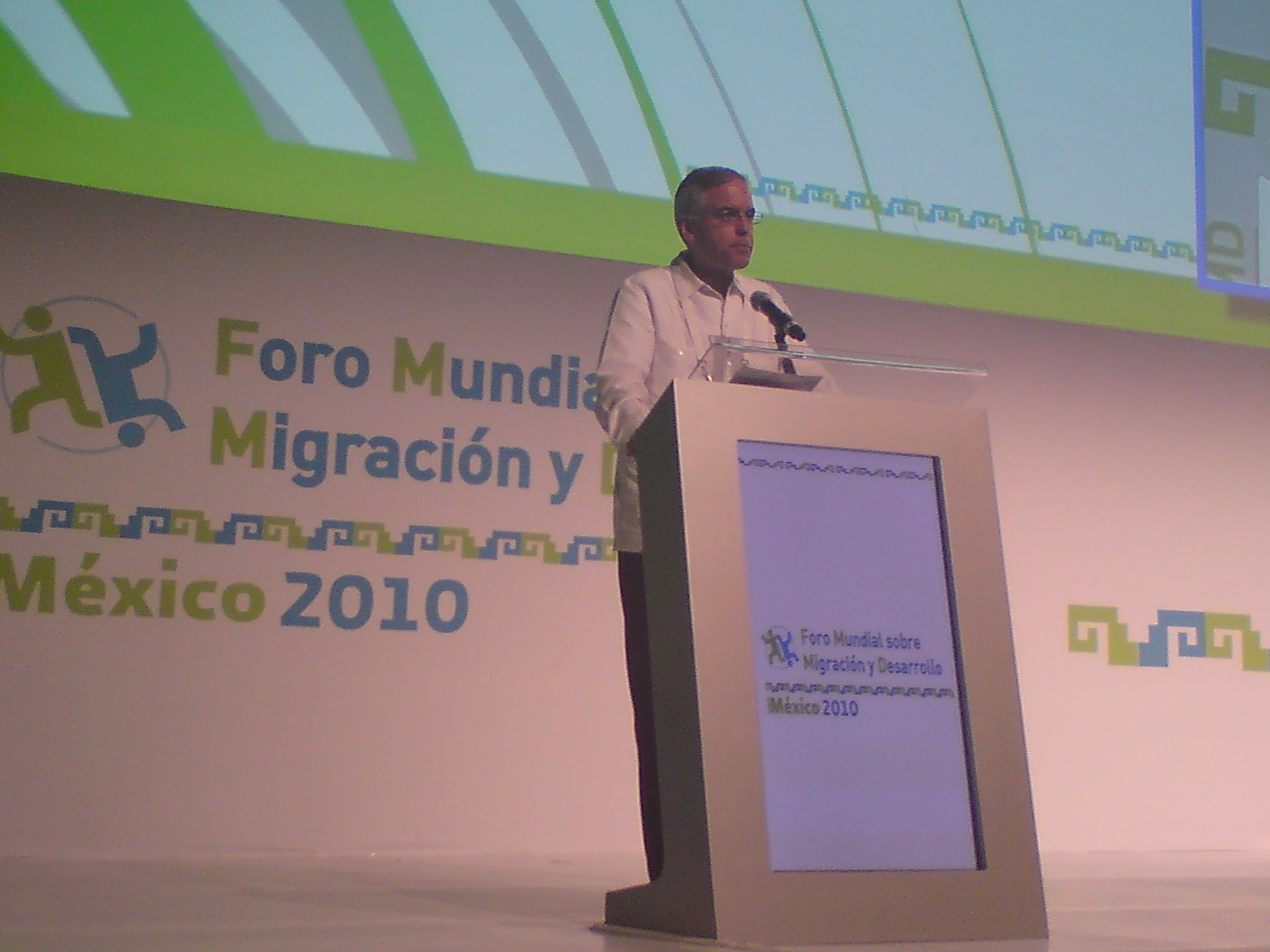
Intervención del Emb. Julián Ventura Valero durante la clausura de los trabajos del FMMD 2010. Puerto Vallarta, México, noviembre de 2010.

Durante la ceremonia de clausura los relatores generales de cada mesa presentaron las conclusiones y recomendaciones. Los relatores fueron: Sr. Manuel Imson, Filipinas (Mesa Redonda 1), Sr. Azzouz Samri, Marruecos (Mesa Redonda 2) y Emb. María Bassols, España (Mesa Redonda 3).

### Port Louis.Mauricio2012
La VI reunión del Foro Mundial sobre Migración y Desarrollo (FMMD) se llevará a cabo en Port Louis, Mauricio, los días 21 y 22 de noviembre de 2012. El tema central de esta reunión es “Mejorar el desarrollo humano de los migrantes y su contribución al desarrollo de las comunidades y los Estados”. 
La reunión se organizará en tres mesas redondas: 1. Trabajo Circular para un Desarrollo Inclusivo; 2. Incluir a la Migración en la Planeación para el Desarrollo y 3. Administración de la Migración y Protección de los Migrantes para Resultados de Desarrollo Humano.

### Resumen del Foro Mundial sobre la Migración y el Desarrollo
A continuación, algunos de los lugares y fechas donde se ha celebrado el GFMD
| Año                           | País                   | Ciudad          | Reunión               |
| ----------------------------- | ---------------------- | --------------- | --------------------- |
| 9 al 11 de julio de 2007      | Bélgica                | Bruselas        | Primera reunión       |
| 27 al 30 de octubre de 2008   | Filipinas              | Manila          | Segunda reunión       |
| 2 al 5 de noviembre de 2009   | Grecia                 | Atenas          | Tercera reunión       |
| 8 al 11 de noviembre de 2010  | México                 | Puerto Vallarta | Cuarta reunión        |
| 1 al 2 de diciembre de 2011   | Suiza                  | Ginebra         | Quinta reunión        |
| 21 al 22 de noviembre de 2012 | Mauricio               | Puerto Luis     | Sexta reunión         |
| 14 al 16 de mayo de 2014      | Suecia                 | Estocolmo       | Séptima reunión       |
| 14 al 16 de octubre de 2015   | Turquía                | Estambul        | Octava reunión        |
| 10 al 12 de diciembre de 2016 | Bangladés              | Daca            | Novena reunión        |
| 28 al 30 de junio de 2017     | Alemania               | Berlín          | Décima reunión        |
| 5 al 7 de diciembre de 2018   | Marruecos              | Marrakech       | Undécima reunión      |
| 20 al 24 de enero de 2020     | Emiratos Árabes Unidos | online          | Decimotercera reunión |
| 18 al 26 de enero de 2021     |                        | online          | Periodo de transición |
| 23 a 25 de enero de 2024      | Francia                | París           | Decimocuarta reunión  |